# Gonepteryx maderensis
Gonepteryx maderensis (лат.) — вид дневных бабочек из семейства белянок (Pieridae). Размах крыльев  52–61 мм. Данный вид является эндемиком острова Мадейра. Встречается на высоте 500—1500 метров над уровнем моря. Места обитания: широколиственные вечнозеленые леса (преимущественно лавровые), мезофильные луга.
Кормовым растением гусениц является крушина железистая (Rhamnus glandulosa). 
Находится под угрозой исчезновения.